# Jan T. Andersson
Jan Torsten Andersson (geb. 1947 in Malmö) ist ein schwedisch-deutscher Chemiker und Mitbegründer und Vorstandsvorsitzender der International Campaign for Tibet Deutschland e. V.

## Leben und Wirken
Jan T. Andersson promovierte 1976 an der Universität Lund in Schweden. Von 1976 bis 1977 war er wissenschaftlicher Mitarbeiter an der Wesleyan University, Middletown (Connecticut) und von 1977 bis 1978 an der University of Chicago. 1988 wurde er an der Universität Ulm habilitiert, wo er im Anschluss in Forschung und Lehre tätig war, bis er 1991 auf den Lehrstuhl für Analytische Chemie am Institut für Anorganische und Analytische Chemie der Westfälischen Wilhelms-Universität Münster berufen wurde. Bis zu seiner Emeritierung war er dort als Professor, teilweise auch als Prodekan für Lehre, tätig und leitete eine Forschungsgruppe zur analytischen Chemie. Schwerpunkte der Forschungsgruppe sind Analysen von Stoffen in fossilem Material wie beispielsweise Erdöl, analytische Chemie von polyzyklischen aromatischen schwefelhaltigen Heterozyklen (PASH, von engl. Polycyclic Aromatic Sulfur Heterocycles), die Entwicklung von stationären Phasen für die Hochleistungsflüssigkeitschromatographie (HPLC) und für die Festphasenextraktion (SPE) sowie Alterungsprozesse von Fettsäuremethylestern (FAME).
Seit über 50 Jahren engagiert Jan Andersson sich für Tibet und den tibetischen Budhhismus. Im Jahr 1967 nahm er erstmals Kontakt zum Dalai Lama auf und gründete das Schwedische Tibet Komitee. Von 1969 bis 1970 besuchte er die tibetischen Flüchtlinge in Indien und Nepal. Von 1972 bis 1976 war er Redakteur der schwedischen Zeitschrift Tibet, von 1982 bis 1994 des deutschsprachigen Tibet-Forums. 2002 gründete er mit anderen das ICT Deutschland. Er gilt als internationaler Tibetexperte.

## Auszeichnungen
- 2015 Auszeichnung für seine Lebensleistung durch die Internationale Gesellschaft für polyzyklische aromatische Verbindungen.[6]

## Veröffentlichungen (Auswahl)
- Jan T. Andersson, Christine Achten: Time to Say Goodbye to the 16 EPA PAHs? Toward an Up-to-Date Use of PACs for Environmental Purposes. In: Polycyclic Aromatic Compounds. 35, 2015, S. 330–354, doi:10.1080/10406638.2014.991042.
- Saroj K. Panda, Jan T. Andersson, Wolfgang Schrader: Characterization of Supercomplex Crude Oil Mixtures: What Is Really in There?. In: Angewandte Chemie. 121, 2009, S. 1820–1823, doi:10.1002/ange.200803403.
- Saroj K. Panda, Wolfgang Schrader, Adnan al-Hajji, Jan T. Andersson: Distribution of Polycyclic Aromatic Sulfur Heterocycles in Three Saudi Arabian Crude Oils as Determined by Fourier Transform Ion Cyclotron Resonance Mass Spectrometry. In: Energy & Fuels. 21, 2007, S. 1071–1077, doi:10.1021/ef060511s.
- S. K. Panda, J. T. Andersson, W. Schrader: Mass-spectrometric analysis of complex volatile and nonvolatile crude oil components: a challenge. In: Analytical and bioanalytical chemistry. Band 389, Nummer 5, November 2007, S. 1329–1339, doi:10.1007/s00216-007-1583-6, PMID 17885749.
- Hendrik Müller, Jan T. Andersson, Wolfgang Schrader: Characterization of High-Molecular-Weight Sulfur-Containing Aromatics in Vacuum Residues Using Fourier Transform Ion Cyclotron Resonance Mass Spectrometry. In: Analytical Chemistry. 77, 2005, S. 2536–2543, doi:10.1021/ac0483522.
- Maria del Mar Castiñeira, Rolf Brandt, Norbert Jakubowski, Jan T. Andersson: Changes of the Metal Composition in German White Wines through the Winemaking Process. A Study of 63 Elements by Inductively Coupled Plasma−Mass Spectrometry. In: Journal of Agricultural and Food Chemistry. 52, 2004, S. 2953–2961, doi:10.1021/jf035119g.
- A. B. Ross, J. M. Jones, S. Chaiklangmuang, M. Pourkashanian, A. Williams, K. Kubica, J. T. Andersson, M. Kerst, P. Danihelka, K. D. Bartle: Measurement and prediction of the emission of pollutants from the combustion of coal and biomass in a fixed bed furnace. In: Fuel. 81, 2002, S. 571–582, doi:10.1016/S0016-2361(01)00157-0.
- Sanja Saftic, Phillip M. Fedorak, Jan T. Andersson: Diones, sulfoxides, and sulfones from the aerobic cometabolism of methylbenzothiophenes by Pseudomonas strain BT1. In: Environmental Science & Technology. 26, 2002, S. 1759–1764, doi:10.1021/es00033a007.
- Kevin G. Kropp, Jose A. Goncalves, Jan T. Andersson, Phillip M. Fedorak: Bacterial Transformations of Benzothiophene and Methylbenzothiophenes. In: Environmental Science & Technology. 28, 2002, S. 1348–1356, doi:10.1021/es00056a025.
- Jan T. Andersson, Wolfgang Schräder: A Method for Measuring 1-Octanol−Water Partition Coefficients. In: Analytical Chemistry. 71, 1999, S. 3610–3614, doi:10.1021/ac9902291.
- Jan T. Andersson: Gas chromatographic retention indices for all C2- and C2-alkylated benzothiophenes and their dioxides on three different stationary phases. In: Journal of Chromatography A. 354, 1986, S. 83–98, doi:10.1016/S0021-9673(01)87013-8.